# 埃利安娜·斯塔维莱
埃利安娜·诺埃米·斯塔维莱（西班牙語：Eliana Noemí Stábile；1993年11月26日—），阿根廷女子职业足球运动员，司职左后卫，目前效力于博卡青年竞技俱乐部和阿根廷国家女子足球队。她曾代表阿根廷参加2023年国际足联女子世界杯和2024年美洲女子金杯等多场国际赛事。